# Hugo Dollheiser
Hugo Dollheiser, född 18 september 1927 i Duisburg, död 7 oktober 2017 i Müllheim, var en tysk landhockeyspelare.
Dollheiser blev olympisk bronsmedaljör i landhockey vid sommarspelen 1956 i Melbourne.